# Cheilolejeunea cedercreutzii
Cheilolejeunea cedercreutzii (H. Buch et H. Perss.) Grolle é uma hepática folhosa endémica nos Açores.